# Kaligrafija bola
Kaligrafija bola je epizoda Dilan Doga objavljena u svesci br. 143. u izdanju Veselog četvrtka. Sveska je objavljena 24.01.2019. Koštala je 270 din (2,27 €; 2,65 $). Imala je 94 strane.

## Originalna epizoda
Originalna epizoda pod nazivom La caligrafia del dolore objavljena je premijerno u br. 352. regularne edicije Dilana Doga u Italiji u izdanju Bonelija. Izašla 29.12.2015. Epizodu je nacrtao Luigi Piccatto, Giulia Massaglia, Renato Riccio i Matteo Santaniello, a scenario napisao Andrea Kavaleto. Naslovnu stranu nacrtao Anđelo Stano. Koštala je 3,5 €.

## Kratak sadržaj
Dilan dolazi na upscale parti svoje bivše devojke Dijane. Ona danas živi sa Markom Goldfinčom, aristokratom koji je pre toga postao vlasnik orgomnog imanja Munkaster. Dijana i dalje pomalo zamera Dilanu što ju je davno ostavio. Tokom zabave, Dilan se upoznaje sa Dijaninim suprugom Markom i njihovom maloletnom ćerkom Violetom. Dijana se žali Dilanu da se ne oseća dobro i traži od njega da ostane da prespava na njihovom imanju da bi sutra za doručkom mogli da porazgovaraju o njenim problemima. Tokom noći Dilan jedva proživljava pokolj u kome Mark ubija Dijanu i Violetu.
U pokušaju da istraži razlog pokolja, Dilan najpre obilazi lorda Munkastera (koji je morao da proda imanje jer je osiromašio), a potom i Džordža Kaloveja iz notarske kancelarije McNeals & Associates, pasioniranog sakupljača nalivpera. Dilan saznaje za još nekoliko sličnih slučajeva ubistava koji su povezani sa činjenicom da su ugovori potpisani u kancelariji i prisustvu Džordža Kaloveja. Gručo saznaje da je Kaloveja svojevremeno napao Džon Kaningam, bogataš koji je izgubio bogatstvo pod čudnim okolnostima. Ponovo se vraćajući do Kaloveja, Dilan saznaje da je svemu razlog jedno magično penkalo.

## Prethodna i naredna epizoda
Prethodna epizoda nosila je naziv Na dnu zla (br. 142), a naredni broj Lovac na veštice (br. 144).